# Ai Shibata
Ai Shibata (jap. 森田智己 Shibata Ai, ur. 14 maja 1982 w Dazaifu) – japońska pływaczka. Specjalizowała się w stylu dowolnym.
Mistrzyni olimpijska z Aten na 800 m stylem dowolnym. Na tych samych zawodach zajęła również 5. miejsce na 400 m stylem dowolnym. Uczestniczka Igrzysk Olimpijskich w Pekinie (31. miejsce na 400 m stylem dowolnym i 27. miejsce na 800 m stylem dowolnym).
Czterokrotna medalistka mistrzostw świata z Montrealu i Melbourne. Czterokrotna medalistka Mistrzostw Pacyfiku.